# 이스라엘 조선소

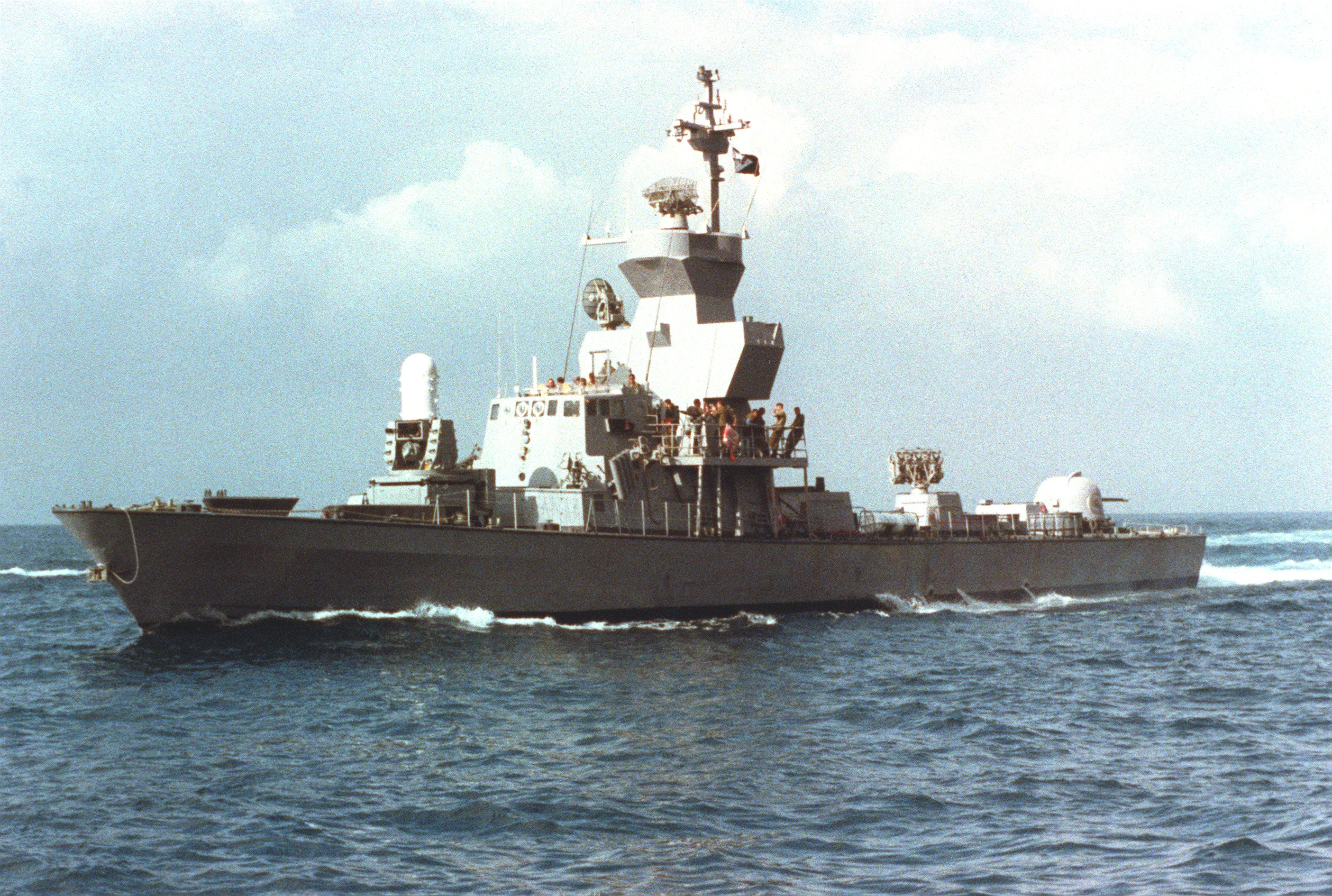

이스라엘 조선소 (מספנות ישראל - Israel Shipyards)난 동부 지중해에서 가장 큰 조선소 및 수리 시설 중 하나이다. 이 회사는 또한 이스라엘의 첫 번째이자 유일한 개인 소유의 포트를 운영하고 있다.
이 회사의 시설 Kishon 포트 (복잡한 하이파의 항구의 일부)에 포함되어있는 부동 드라이 도크 20,000 용량을 리프팅의 톤, 수심 12 미터 900 미터 부두와